# W mrok
W mrok (ros. Во мрак) – powieść postapokaliptyczna napisana przez rosyjskiego autora Andrieja Diakowa. Książka należy do Uniwersum Metro 2033 i jest kontynuacją powieści Do światła. Polska wersja książki została wydana przez Insignis Media w 2012 roku.